# توری و لوکیتا
فیلم توری و لوکیتا به کارگردانی برادران داردن برای اولین بار در جشنواره کن ۲۰۲۲ نمایش داده شد و جایزه ویژهٔ ۷۵ سالگی جشنواره را کسب کرد.

## داستان
داستان دوستی بین دو جوان آفریقایی که درگیر شرایط بی رحمانه زندگی در بلژیک هستند.